# 酈希成
郦希成，元朝大兴怀来人。真大道教第五代掌教。
真大道教是金朝道士刘德仁所立。其教以苦节危行为要，不妄取于人。刘德仁五传而至郦希成，居住在燕城天宝宫，见知于蒙哥大汗，其教由大道教改称真大道教，郦希成被授为太玄真人，领教事。以赐内出冠服，给紫衣三十袭，再赐其从道者。至元五年（1268年），忽必烈命其徒孙德福统辖诸路真大道，锡铜章。至元二十年（1283年），改赐二银印。三传至張清志。